# Pliomelaena sonani
Pliomelaena sonani är en tvåvingeart som först beskrevs av Tokuichi Shiraki 1933.  Pliomelaena sonani ingår i släktet Pliomelaena och familjen borrflugor.
Artens utbredningsområde är Taiwan. Inga underarter finns listade i Catalogue of Life.